# Carlos Francisco de Croix
Carlos Francisco de Croix, marquis de Croix (1702 à Lille, Flandre française - 28 octobre 1786 à Valencia en Espagne) est un général espagnol et vice-roi de Nouvelle-Espagne, du 25 août 1766 au 22 septembre 1771.

## Carrière militaire et arrivée en Nouvelle-Espagne
Carlos Francisco de Croix sert dans l'armée espagnole où il obtient le grade de général. Il est commandant de la garnison de Ceuta, l'une des possessions espagnoles d'Afrique puis capitaine général de Galice. C'est lors de son service en Galice qu'il est nommé vice-roi de Nouvelle-Espagne, en 1766.
Il arrive à Veracruz le 10 juillet 1766. La passation de pouvoir a lieu à Otumba sur la route de Mexico, le 23 août 1766, mais son entrée en fonction officielle a lieu deux jours plus tard lorsqu'il fait son entrée à Mexico.
Le seul principe intangible de son administration fut une obéissance absolue au Roi dont il faisait toujours référence en tant que "mi amo" (mon maître).

## Expulsion des Jésuites
Il incombe à Croix d'expulser les Jésuites de la colonie (25 juin 1767) et de confisquer les biens et propriétés de la Compagnie. Il est aidé en ceci par le visitador, José de Gálvez. Des troupes sont envoyées pour jeter les jésuites hors de leurs monastères et collèges; ils ne sont autorisés à partir, pratiquement, qu'avec les seuls vêtements qu'ils avaient sur eux. Ils sont escortés à Veracruz et déportés en Italie. Parmi les jésuites expulsés on trouve les Pères Andrés Cavo, Francisco Javier Clavijero et Francisco Javier Alegre (en), d'éminents professeurs. Le Collège de San Ildefonso est fermé.
Ces mesures provoquent une rébellion, principalement dans les villes de Guanajuato, Pátzcuaro, Valladolid et Uruapan. Le vice-roi et le visitador ont fort à faire avec les rebelles dont ils font pendre les chefs. En ordonnant cette expulsion, le vice-roi donne la justification suivante :

« ... une fois et pour l'avenir, les sujets du grand monarque qui occupe le trône d'Espagne, devraient savoir qu'ils sont nés pour se taire et obéir et non pour discuter, ni pour commenter les hautes affaires du gouvernement. »

À cette époque les premiers conflits entre Créoles et Peninsulares se font jour. Les désordres lors de l'expulsion des jésuites mènent au meurtre de quelques Peninsulares et à la destruction d'images du Roi. Le vice-roi de Croix au courant de ceci confia ces informations dans un rapport secret au roi Charles III.
En plus de l'expulsion des jésuites, le roi accorde soutient et protection à l'Inquisition.
Le clergé séculier et le reste du clergé régulier, craignant une possible action royale à leur encontre, commencent à s'exprimer contre le régime dans leurs sermons et autres actes publics. Le vice-roi prend ceci très aux sérieux et menace de punitions ceux des religieux qui tentent de s'immiscer dans les affaires du gouvernement. Sa censure atteint un tel niveau qu'il interdit la publication du "Diario Literario", publié par José Antonio Alzate y Ramírez, alors même que celui-ci ne contient que des articles littéraires et scientifiques (15 mai 1768).

## Suite et fin de son mandat
Inquiet de l'avance russe en Alaska, il dépêche Gaspar de Portolà vers l'actuelle Baie de San Francisco.
Les indiens Pima et Seri reprennent leur révolte, le vice-roi envoie un corps expéditionnaire à Sonora pour mater la rébellion (14 avril 1767). Le visitador Gálvez se joint à l'expédition afin de reconnaître cette partie de la colonie. Gálvez voyage également vers la Baja California et Alta California, afin d'y établir des défenses contre les incursions russes venant du Nord.
Le 17 mars 1768, par ordre du Roi un collège de chirurgie est créé au sein de l'hôpital royal de Mexico. Le premier directeur en est Manuel Moreno, recteur du Collège de Cadix.
Le 8 septembre 1768, naît à Valladolid, Josefa Ortiz de Domínguez, héroïne de la guerre d'indépendance du Mexique.
De Croix reçoit des troupes d'Espagne afin de défendre la colonie des Anglais. Les régiments d'infanterie de Saboya, Flanders et Ultonia arrivent à Veracruz le 18 juin 1768, et ceux de Zamora, Guadalajara, Castille et Granada arriveront ensuite, au total plus de 10 000 hommes. À cause de leurs uniformes blancs, ces troupes sont surnommées les blanquillos. Les officiers du régiment de Zamora organisent les milices.
Les Apaches et les Comanches sont défaits en Nueva Vizcaya par la milice sous les ordres du capitaine Bernardo de Gálvez. Des désordres éclatent dans les mines de Guanajuato et Pachuca à cause des faibles salaires payés aux mineurs. Un alcalde mayor est tué à Pachuca, De Croix parvient à convaincre les propriétaires de mines d'augmenter les salaires.
Le vice-roi crée une loterie, en 1769, qui amène des revenus importants au budget de la colonie. En 1770 il accroît les efforts visant à enseigner l'espagnol aux Indiens, par la construction d'écoles spécialisées. Il construit le château de San Carlos à Perote (actuel État de Veracruz), en l'honneur du Roi. Il s'agit d'établir un bastion de résistance dans le cas d'un débarquement hostile sur la côte.
Il double la surface de l'Almeda à Mexico et interdit au public les autodafés de l'Inquisition. En 1771 il ouvre le quatrième Concile du clergé catholique romain de Mexico. Il se termine le 26 octobre 1771, mais ses délibérations ne reçoivent pas l'approbation papale ni celle du conseil des Indes et n'entrent donc jamais en vigueur.
Il demande et obtient une augmentation du salaire annuel du vice-roi de 40 000 à 60 000 pesos. Il introduit la mode et la cuisine française en Nouvelle-Espagne.
Le 18 mai 1771, le gouvernement espagnol réduit la teneur en argent des pièces à 7.12 %.
Il remet son mandat à Antonio María de Bucareli y Ursúa le 2 septembre 1771 et rentre en Espagne. À son retour, le roi Charles III le nomme capitaine général de Valencia, où il meurt quelques années plus tard.